# Enrique Baliño Pavón
Enrique Baliño Pavón (20 de junio de 1928-14 de octubre de 2018) fue un baloncestista uruguayo. Fue medalla de bronce con Uruguay en los Juegos Olímpicos de Helsinki 1952.
Fue dos veces campeón sudamericano con la Selección uruguaya de Basketball (1949 y 1953), Campeón de Clubes campeones con Sporting Club Uruguay (1958) y varias veces campeón del campeonato Federal en Uruguay. Integró lo que se llamó el "quinteto de oro" del S.C.U. junto a  Carlos Roselló, Ángel Fava, Raúl Barone y Héctor Costa. 